# Rotary Club de Barcelona
El Rotary Club de Barcelona (RCB) és un club de servei, compost per voluntaris amb finalitats altruistes, fundat en 1922 a Barcelona pertanyent a la xarxa internacional Rotary International.
El 'Rotary Club de Barcelona' es va fundar el mes d'abril de l'any 1922, convertint-se en el tercer club més antic del continent europeu, i el segon club Rotary fundat en Espanya. El Club passà un període de clandestinitat entre els anys 1939 i 1977, però a partir de l'any 1978 tornà a la plena activitat. El 13 de desembre de 1921, després d'una trobada al despatx de Mr. W.E. Powell, un empresari americà resident a Barcelona i president de la Cambra de Comerç Americana, es va nomenar la primera Junta del Club. Aquesta, va estar composta pel seu president Mr. W. E. Powell, el vicepresident Lluís Riera i Sole, el secretari Carles Carandini, el tresorer Mr. Cadwell, el censor Pere Coll i Llach, i Joan Jalibert com a vocal. Des del 2022 Laia Marín i Sellarés és la nova presidenta del Rotary Club de Barcelona.
Els seus projectes locals i internacionals engloben accions socials i també mediambientals. Entre les seves activitats es troben la celebració d'àpats i concerts solidaris. Així, el 2012 engegà l'anomenat projecte ALPAN (Aliments per a necessitats), consistent en la creació de dos menjadors socials de Barcelona. D'aquesta manera, les esglésies barcelonines de La nostra Senyora de Núria, a Sant Gervasi, i Santa Tecla, a La Maternidat-Sant Ramon, reparteixen més de 4.000 esmorzars al mes, procedents d'hotels de la ciutat de Barcelona.